# Crypturellus tataupa
Crypturellus tataupa là một loài chim trong họ Tinamidae.
Loài này thường được tìm thấy ở rừng khô trong các khu vực nhiệt đới và cận nhiệt đới đông nam Nam Phi.
Loài này dài khoảng 25 cm (9,8 in). Phía trên màu nâu tối với mào nâu đậm và cổ xám nhạt. Hai bên đầu, cổ và ức xám tối hơn. Mỏ và chân màu đỏ tía.

## Phân loài
Có bốn phân loài:
- C. t. tataupa Giống chỉ định, hiện diện ở đông Bolivia, nam Brasil, bắc Argentina, và Paraguay.[4]
- C. t. inops hiện diện ở tây bắc Peru ở thung lũng Marañón,.[4] và cũng ở cục nam Ecuador
- C. t. peruvianus hiện diện ở tây trung bộ Peru ở thung lũng Chanchamayo của vùng Junín.[4]
- C. t. lepidotus hiện diện ở tây đông bắc Brasil; Bahia, Ceará, Piauí, Pernambuco, và Maranhão.[4]